# Pantoprazol

pantoprazolul are în comun cu omeprazolul nucleul benzoimidazolic, nucleu comun inhibitorilor pompei de protoni

Pantoprazolul face parte din clasa antiulceroaselor, fiind un inhibitor al pompei de protoni (IPPH+). Este utilizat în tratamentul ulcerului duodenal, ulcerului gastric, a refluxului esofagian.

## Farmacocinetică
Se absoarbe rapid și complet după administrarea orală, biodisponibilitatea fiind de circa 76%;prezența alimentelor nu influențează ASC, Cmax.

### Farmacodinamie
Derivat de benzoimidazol substituit, inhibă secreția gastrică de acid clorhidric; este transformat în forma activă în mediu acid la nivelul celulelor parietale, unde inhibă ATP-aza H+K+.

### Farmacotoxicologie
Pantoprazolul este metabolizat în ficat, în principal de către CYP2C19 și CYP34A izoformele citocromului P450. Eliminarea se face aproape integral prin urină (80%), restul prin fecale. Principalul metabolit este demetilpantoprazolul care este eliminat prin sulfoconjugare. S-a constatat ca nu sunt nevoie ajustări ale dozelor la administrarea concomitentă de: cofeină, carbamazepină, cisapride, diazepam, diclofenac, digoxin, etanol, sau contraceptivele orale, nifedipină, fenitoin, teofilină. 

## Farmacografie
Controloc producător Byk Gulden, comprimate, liofilizat pentru soluție injectabilă
Protonix forma de comercializare în SUA  